# Sant Just (Camarasa)
Sant Just és un llogarret abandonat que pertany al municipi de Camarasa, a la comarca de la Noguera, a la vall d'Àger. L'aspecte actual del poble és ruïnós d'ençà que el van abandonar. Notables edificis estan en runes i cobertes de plantes salvatges. El poble està format per una ermita d'una nau senzilla dedicada a Sant Silvestre, dues cases, un paller i un forn. Formava part de l'antic municipi de Fontllonga.

## Geografia
Enturonat a 484 metres d'altitud, és a uns pocs kilòmetres del riu Noguera Ribagorçana. És al costat de la Règola, davant hi ha l'Ametlla del Montsec i a l'altra banda del riu hi ha La Baronia de Sant Oïsme. El riu del poble es diu Fred de Pui i és un afluent del Noguera Ribagorçana.

## Accés
Actualment, l'accés motoritzat al poble és impossible d'arribar-hi pel deteriorament del camí. En cotxe s'agafa en un camí de terra que es veu fàcilment anant per la carretera C-12 d'Àger direcció a la Baronia de Sant Oïsme, a partir d'aquí el camí es complica molt i s'ha de fer caminant.